# Земетресение на Курилските острови (2006)
Земетресението на Курилските острови през 2006 година започва късно през вечерта на 15 ноември.
Според Японската метеоролочина агенция магнитудът на земетресението е 7,9 по скалата на Рихтер, а според Хонгконгската обсерватория магнитудът е 7,8.
Земетресението причинява цунами по северния японски бряг на Японските острови.